# Мааг (футбольный клуб)
«Мааг» (эст. Tartu JK Maag), более известный под прежним названием «Меркуур» (эст. Tartu JK Merkuur) — ныне не существующий советский и эстонский футбольный клуб из города Тарту. Участник шести сезонов высшей лиги Эстонии (1992—1994, 2004—2006).

## История
Датой основания клуба считается 1990 год, в ряде источников упоминается преемственность к ранее существовавшей команде КФК «Хлебокомбинат» (эст. Leivakombinaat). Большую часть своей истории выступал под названием «Меркуур». В 1992 году, после образования независимого чемпионата Эстонии, клуб был включен в высшую лигу, где провёл первые три сезона, занимая места ближе к концу таблицы. По окончании сезона 1993/94, когда высший дивизион был сокращён с 12 команд до восьми, «Меркуур» опустился в первую лигу.
Во второй половине 1990-х годов клуб курсировал между первой и второй лигами. В сезонах 1996/97 и 1999 становился победителем зональных турниров второй лиги. В начале 2000-х годов закрепился в первой лиге, где провёл четыре сезона подряд (2000—2003), будучи середняком. В 2003 году «Меркуур» занял лишь шестое место среди восьми участников первой лиги. Однако выступавшую в высшей лиге резервную команду «Левадии» решено было отправить в первую лигу, и её место было отдано клубу из Тарту.
В 2004—2006 «Меркуур» снова выступал в высшем дивизионе, где занимал места в середине таблицы. Перед началом сезона 2006 года название клуба было изменено на «Мааг» в честь спонсора. Лучшим результатом в истории клуба в чемпионате стало пятое место (2004, 2006), в Кубке Эстонии — выход в полуфинал (2005/06).
В 2005 году в число участников высшей лиги вошёл другой клуб из Тарту — «Таммека», и после двух сезонов конкуренции в конце 2006 года было решено объединить клубы. В 2007—2008 годах объединённый клуб выступал как «Мааг-Таммека», однако затем компания «Мааг» отказалась от спонсорства и от своего упоминания в названии, в результате «Таммека» вернула своё исконное имя и преемственность.
В 2013 году в Тарту был создан новый клуб «Меркуур», выступавший в низших лигах до 2017 года, однако формальной преемственности к ранее существовавшему клубу он не имел.

## Статистика выступлений
| Сезон   | Лига    | Место   | Участники | Игры    | В       | Н       | П       | ЗМ      | ПМ      | РМ      | О       | Бомбардир                             |
| Меркуур | Меркуур | Меркуур | Меркуур   | Меркуур | Меркуур | Меркуур | Меркуур | Меркуур | Меркуур | Меркуур | Меркуур | Меркуур                               |
| ------- | ------- | ------- | --------- | ------- | ------- | ------- | ------- | ------- | ------- | ------- | ------- | ------------------------------------- |
| 1992    | высшая  | 12.     | 14        | 9       | 1       | 2       | 6       | 11      | 28      | -17     | 4       | Райн Пютсепп Артур Ануфриенко (по 5)  |
| 1992/93 | высшая  | 10.     | 12        | 22      | 4       | 4       | 14      | 17      | 63      | -46     | 12      | Иван О’Коннел-Бронин (5)              |
| 1993/94 | высшая  | 10.     | 12        | 22      | 2       | 1       | 19      | 12      | 101     | -89     | 5       | Иван О’Коннел-Бронин (5)              |
| 1994/95 | первая  | 4.      | 6         | 10      | 5       | 1       | 4       | 9       | 16      | -7      | 16      |                                       |
| 1995/96 | вторая  | 3.      | 5         | 8       | 3       | 2       | 3       | 16      | 12      | +4      | 11      |                                       |
| 1996/97 | вторая  | 1.      | 6         | 10      | 9       | 1       | 0       | 33      | 8       | +25     | 28      |                                       |
| 1997/98 | первая  | 4.      | 8         | 14      | 6       | 3       | 5       | 23      | 21      | +2      | 18      | Сергей Леонтьев (6)                   |
| 1998    | первая  | 7.      | 8         | 14      | 5       | 0       | 9       | 21      | 31      | -10     | 15      | Янек Кийсман Вейко Энок (по 4)        |
| 1999    | вторая  | 1.      | 6         | 20      | 18      | 0       | 2       | 64      | 17      | +47     | 54      | Янек Хейм Александр Волжинский (по 8) |
| 2000    | первая  | 6.      | 8         | 28      | 9       | 7       | 12      | 42      | 62      | -20     | 34      | Янек Хейм (10)                        |
| 2001    | первая  | 4.      | 8         | 28      | 14      | 4       | 10      | 57      | 35      | +22     | 46      | Иван О’Коннел-Бронин (14)             |
| 2002    | первая  | 5.      | 8         | 28      | 10      | 3       | 15      | 47      | 73      | -26     | 33      | Антон Середа (9)                      |
| 2003    | первая  | 6.      | 8         | 28      | 7       | 8       | 13      | 37      | 66      | -29     | 25      | Антон Помазан Сикстен Казимир (по 7)  |
| 2004    | высшая  | 5.      | 8         | 28      | 10      | 5       | 13      | 47      | 58      | -11     | 35      | Антон Середа (11)                     |
| 2005    | высшая  | 6.      | 10        | 36      | 11      | 7       | 18      | 52      | 86      | -34     | 40      | Владислав Иванов (8)                  |
| Мааг    |         |         |           |         |         |         |         |         |         |         |         |                                       |
| 2006    | высшая  | 5.      | 10        | 36      | 13      | 9       | 14      | 65      | 68      | -3      | 48      | Виталий Гусев (18)                    |

## Названия
- «Меркуур» (1990—2005)
- «Мааг» (2006)

## Тренеры
- Борис Храбров (…1992—1994…)
- Сергей Замогильный (2004, 2005—2006)
- Григорий Евтушенко (2005, до июля)